# Epinotia signatana
Epinotia signatana là một loài bướm đêm thuộc họ Tortricidae. Nó được tìm thấy ở Anh và Scandinavia to Địa Trung Hải, to miền đông Nga và Nhật Bản.
Sải cánh dài 14–16 mm. Con trưởng thành bay vào tháng 6 và tháng 7.
Ấu trùng ăn Prunus spinosa, Prunus avium và Prunus padus. Nó cũng được tìm thấy ở Prunus cerasus, Crataegus và Malus sylvestris. Larvae feed in a folded leaf or a spun shoot of the host plant.